# Кон-Тікі
«Кон-Тікі» (Kon-Tiki) — пліт з бальсових колод, на якому Тур Хеєрдал і п'ять його супутників здійснили подорож в 1947 р. за маршрутом міграції ймовірних предків полінезійців з Південної Америки до Полінезії (відповідно до теорії Хеєрдала). Пліт названо ім'ям легендарного героя багатьох полінезійських оповідей. У них ішлося про те, що Кон-Тікі приплив зі сходу з групою одноплемінників, які заснували поселення на островах Полінезії і дали початок місцевій культурі.

## Конструкція
Пліт складався з 9 бальсових колод довжиною від 10 до 14 м, складених так, що у плоту був гострий ніс. «Кон-Тікі» був оснащений прямокутним вітрилом, кормовим веслом і двома паралельними рядами швертів (дощок, що стирчать з дна плоту вниз і виконують роль і кіля, і керма), що повністю відповідало конструкції плотів, на яких інки здійснювали задокументовані океанські подорожі протяжністю до 50 морських миль.

## Екіпаж
- Тур Хеєрдал (1914—2002) — керівник експедиції.
- Ерік Гессельберґ (1914—1972) — штурман і художник. Він намалював зображення Кон-Тікі на вітрилі.
- Бенгт Даніельссон (1921—1997) — виконував обов'язки кока. Він цікавився теорією міграції. Також допомагав як перекладач, адже він єдиний з екіпажу розмовляв іспанською.
- Кнут Гауґланд (1917—2009) — фахівець по радіо.
- Турстейн Робю (1918—1964) — другий радист.
- Герман Ватцінґер (1916—1986) — інженер технічних вимірювань. Під час експедиції вів метеорологічні та гідрологічні спостереження.

## Експедиція
«Кон-Тікі» відплив з Перуанського порту Кальяо 28 квітня 1947 р. Перші 50 миль пліт буксирувався кораблем перуанського ВМФ «Гуардіан Ріо», аж до досягнення течії Гумбольдта. Перший раз екіпаж побачив землю 30 липня, це був острів Пука-Пука. А вже 7 серпня пліт досяг точки закінчення своєї подорожі — атола Рароя в архіпелазі Туамоту. Таким чином було пройдено близько 3770 миль (або 6980 км) за 101 день, середня швидкість плоту склала 1,5 вузла.

## Наукові досягнення
- Доведено теоретичну можливість перетину Тихого океану в західному напрямку з центральної частини Південної Америки (див. Аку-Аку).
- Доведено неможливість збереження кокосових горіхів в умовах постійної високої вологості тривалий час, а значить, і використання цих продуктів для гіпотетичної міграції населення.

## Екранізації
За підсумками подорожі Тур Хеєрдал створив фільм «Кон-Тікі» (1950), який в 1951 р. був удостоєний кінопремії «Оскар» як найкращий документальний фільм. Величезним успіхом користувалася книга Хеєрдала «Експедиція „Кон-Тікі“», перекладена на 70 мов, яка розійшлася загальним накладом 50 мільйонів екземплярів.
Експедиції присвячена і художня картина 2012 року «Кон-Тікі», висунута на «Оскар» від Норвегії і номінована на премію «Золотий глобус» як найкращий фільм іноземною мовою.

## Ресурси Інтернету
- Вікісховище має мультимедійні дані за темою: Кон-Тікі
- Книга Подорож на «Кон-Тікі» [Архівовано 3 січня 2013 у Wayback Machine.]
- Музей Кон-Тікі [Архівовано 26 травня 2020 у Wayback Machine.]
- Кон-Тики [Архівовано 22 травня 2013 у Wayback Machine.]
- National NC-173 receiver
- Quick Facts: Comparing the Two Rafts: Kon-Tiki and Tangaroa [Архівовано 16 вересня 2012 у Wayback Machine.] Azerbaijan International, Vol 14:4 (Winter 2006)
- Testing Heyerdahl's Theories about Kon-Tiki 60 Years Later: Tangaroa Pacific Voyage (Summer 2006) [Архівовано 23 вересня 2012 у Wayback Machine.] Azerbaijan International, Vol 14:4 (Winter 2006)
- Kon-Tiki in Reverse: The Tahiti-Nui Expedition [Архівовано 1 липня 2012 у Wayback Machine.]
- TV2Sumo WebTV programme «Ekspedisjonen Tangaroa» (Tangaroa Expedition) — Norsk
- Acali 1973 — expedition by raft across Atlantic [Архівовано 14 травня 2013 у Wayback Machine.] Librarything, 2007
- Hsu-Fu 1993 — bamboo raft across Pacific (west to east) [Архівовано 14 січня 2013 у Wayback Machine.] personal.psu.edu